# Francisco Garrigós
Francisco Garrigós (Móstoles, 9 de dezembro de 1994) é um judoca espanhol, medalhista olímpico.